# TOEFL
TOEFL (/ˈtoʊfəl/ TOH-fəl), viết tắt của Test Of English as a Foreign Language, là bài kiểm tra năng lực Tiếng Anh quốc tế của ETS (Viện khảo thí về giáo dục của Mỹ) nhằm kiểm tra khả năng tiếng Anh của bạn trong môi trường học thuật, cụ thể hơn là ở môi trường tại các quốc gia nói tiếng Anh (Mĩ). Bài kiểm tra này bao gồm các kĩ năng: nghe, nói, đọc, viết. TOEFL đánh giá kĩ năng hiểu và sử dụng tiếng Anh Mỹ của một người có đạt đến trình độ có thể sử dụng ở bậc đại học. Điểm TOEFL quy định là một trong những yêu cầu để xét chấp nhận cho học viên nước ngoài vào học tại hầu hết các trường đại học và cao đẳng ở Mĩ. Ngoài ra, các tổ chức như cơ quan chính phủ, cơ quan cấp giấy phép, doanh nghiệp, hoặc học bổng chương trình có thể yêu cầu chứng chỉ này để cử học viên đi du học hay đề bạt.
Điểm số TOEFL có giá trị trong 2 năm.
Bài thi TOEFL là thương hiệu độc quyền của Viện Khảo thí giáo dục Hoa Kỳ (Educational Testing Service - ETS) và được tổ chức trên toàn thế giới. Bài thi lần đầu được tổ chức vào năm 1964 và cho đến nay đã có hơn 25 triệu thí sinh dự thi.
Thí sinh được báo một mức điểm tương ứng với trình độ thông thạo tiếng Anh của họ và không có khái niệm đỗ hoặc trượt. Tuy vậy, những trường hợp cần kết quả TOEFL sẽ yêu cầu phải đạt một mức điểm nào đó, và điểm càng cao hơn mức sàn càng mang lại cơ hội lớn hơn cho người ứng thí. TOEFL có các dạng đề thi như: TOEFL Primary (dành cho học sinh tiểu học), TOEFL Junior (dành cho học sinh phổ thông), TOEFL iBT (dành cho học sinh THPT có định hướng du học), TOEFL ITP (dành cho học sinh THPT để xét tốt nghiệp Tú tài hoặc cử nhân chuyển tiếp, học cao học trong nước) …

## Các dạng thi TOEFL

### TOEFL Primary
TOEFL Primary là bài thi được Viện Khảo thí Giáo dục Hoa Kỳ (ETS) nghiên cứu và thiết kế dành riêng cho học sinh tiểu học nhằm đánh giá trình độ sử dụng tiếng Anh và nâng cao kỹ năng suy luận cho trẻ ngay từ lúc nhỏ. Cũng tương tự như các bài thi Cambrige YLE (Starters/Movers/Flyers), TOEFL Primary là công cụ hữu ích để các thầy cô và cha mẹ đo lường, đánh giá năng lực trong quá trình trẻ học tập và sử dụng tiếng Anh.
TOEFL Primary mang tính kế thừa và nằm trong hệ thống “Gia đình TOEFL”  gồm TOEFL Primary (dành cho học sinh tiểu học), TOEFL Junior (dành cho học sinh phổ thông), TOEFL iBT (dành cho học sinh THPT có định hướng du học), TOEFL ITP (dành cho học sinh THPT để xét tốt nghiệp Tú tài hoặc cử nhân chuyển tiếp, học cao học trong nước) …
TOEFL Primary ra đời đánh dấu bước hoàn thiện của Hệ thống TOEFL, giúp cho TOEFL trở thành hệ thống đánh giá năng lực sử dụng tiếng Anh như một ngoại ngữ có tính nhất quán và xuyên suốt từ thấp đến cao. Không chỉ đo lường khả năng tiếng Anh của trẻ tiểu học, bài thi TOEFL Primary còn góp phần phát triển kỹ năng tư duy cho trẻ ngay từ lúc nhỏ.

### TOEFL Junior
TOEFL Junior là bài thi được Viện Khảo thí Giáo dục Hoa Kỳ (ETS) nghiên cứu và thiết kế dành riêng cho học sinh THCS và đầu THPT.
Trong khi bài thi TOEFL ở cấp độ đại học của ETS hiện đang là một trong những tiêu chuẩn đánh giá trình độ tiếng Anh trên toàn thế giới, bài thi TOEFL Junior lại có vai trò đo lường mức độ mà học sinh trung học cơ sở hoặc học sinh đầu trung học phổ thông đạt được đối với kỹ năng tiếng Anh học thuật (academic English) và tiếng Anh thường thức (social English) tiêu biểu cho môi trường giảng dạy bằng tiếng Anh.
Bài thi TOEFL Junior:
- cung cấp cho phụ huynh, học sinh và giáo viên những thông tin khách quan về sự tiến bộ của học sinh trong việc phát triển các kỹ năng tiếng Anh theo thời gian.
- phục vụ như một công cụ đo lường giúp hỗ trợ việc phân loại trình độ đầu vào của học sinh trong các chương trình đào tạo tiếng Anh.
- đánh giá kỹ năng giao tiếp tiếng Anh ở giai đoạn đang phát triển của trẻ để chuẩn bị cho việc học tập, nghiên cứu bằng tiếng Anh trong tương lai.
- cung cấp các thông tin hữu ích phục vụ cho mục đích giảng dạy.

Bài thi TOEFL Junior là bài thi trên giấy bao gồm 126 câu hỏi trắc nghiệm, chia làm 3 phần — Nghe hiểu, Ngữ pháp và từ vựng, và Đọc hiểu.
Mỗi phần bao gồm 42 câu hỏi, mỗi câu hỏi có 4 đáp án lựa chọn, tổng thời gian làm bài thi là 1 tiếng 55 phút.
Một số câu hỏi trong bài thi có thể không được tính vào điểm của phần thi đó hoặc tổng điểm. Đối với những câu hỏi được tính điểm, mỗi câu trả lời đúng đều được tính điểm ngang nhau.

#### Nội dung từng bài thi của TOEFL Junior:
- Bài thi Nghe hiểu đánh giá khả năng nghe và hiểu tiếng Anh sử dụng trong cuộc sống thường nhật và trong môi trường học tập của thí sinh.
- Bài thi Ngữ pháp và từ vựng đánh giá mức độ thông thạo của thí sinh đối với các kỹ năng tiếng Anh quan trọng như ngữ pháp và từ vựng sử dụng trong ngữ cảnh cụ thể.
- Bài thi Đọc hiểu đánh giá khả năng đọc và hiểu các văn bản học thuật và phi học thuật bằng tiếng Anh.

##### 1. Bài thi Nghe hiểu (Listening)
- Phần thi Nghe hiểu kiểm tra khả năng nghe những đoạn tiếng Anh giao tiếp thường nhật và học thuật.
- Phần thi có 42 câu hỏi.
- Thí sinh được yêu cầu trả lời câu hỏi về các cuộc hội thoại và trò chuyện bằng tiếng Anh phát trong đoạn CD ghi âm.
- Thời gian làm bài thi cho phần này là khoảng 40 phút.
- Thí sinh chỉ được nghe một lần duy nhất.

Các dạng bài nghe
- Dạng bài nghe đầu tiên là cuộc trò chuyện giữa một giáo viên hoặc cán bộ nhà trường với học sinh. Sau mỗi cuộc trò chuyện sẽ là một câu hỏi. Thí sinh được yêu cầu chọn câu trả lời đúng nhất cho mỗi câu hỏi và tô đáp án tương ứng trên phiếu trả lời.
- Dạng bài nghe thứ hai bao gồm các cuộc hội thoại ngắn. Sau mỗi một cuộc hội thoại sẽ có 3 câu hỏi hoặc nhiều hơn. Thí sinh sẽ được yêu cầu chọn câu trả lời đúng nhất cho mỗi câu hỏi và tô vào đáp án tương ứng trên phiếu trả lời.
- Dạng câu hỏi thứ ba sẽ là cuộc trò chuyện hoặc thảo luận về các chủ đề học thuật. Sau mỗi cuộc trò chuyện hay thảo luận sẽ có bốn câu hỏi hoặc nhiều hơn. Thí sinh sẽ được yêu cầu chọn câu trả lời đúng nhất cho mỗi câu hỏi và tô vào ô tương ứng trên phiếu trả lời.

##### 2. Bài thi Ngữ pháp và từ vựng (Language form and meaning)
- Phần Ngữ pháp và từ vựng đánh giá mức độ thông thạo của thí sinh đối với các kĩ năng tiếng Anh quan trọng như ngữ pháp và từ vựng sử dụng trong ngữ cảnh cụ thể.
- Phần này bao gồm 42 câu hỏi. Trong mỗi câu hỏi sẽ có một ô chứa bốn lựa chọn khác nhau.
- Thí sinh sẽ được yêu cầu chọn đáp án chính xác nhất để hoàn thành câu hội thoại.
- Thời gian làm bài cho phần này là 25 phút.

##### 3. Bài thi Đọc hiểu (Reading)
- Phần Đọc hiểu đánh giá trình độ đọc và hiểu các văn bản học thuật và phi học thuật bằng tiếng Anh của thí sinh.
- Phần Đọc hiểu có 42 câu hỏi và thời gian làm bài là 50 phút.
- Sau khi đọc xong mỗi đoạn văn, thí sinh sẽ đọc những câu hỏi về đoạn văn đó, mỗi câu hỏi sẽ có bốn lựa chọn đáp án khác nhau. Thí sinh sẽ chọn đáp án chính xác nhất.

### TOEFL trên Internet (iBT)
Đây là bài thi TOEFL thế hệ mới, sử dụng Internet để chuyển đề thi từ ETS về đến trung tâm tổ chức thi. Kể từ khi được giới thiệu vào cuối năm 2005, TOEFL iBT đang từng bước thay thế hoàn toàn dạng thi trên giấy (PBT) và dạng thi trên máy tính (CBT). Kì thi đã được tổ chức ở các quốc gia Mĩ, Canada, Pháp, Đức và Ý vào năm 2005 và các quốc gia khác vào năm 2006.
Bài thi TOEFL kéo dài trong 4 giờ và gồm có 4 phần, đòi hỏi thí sinh phải sử dụng thành thạo 4 kĩ năng. Nội dung của bài thi tập trung vào việc sử dụng tiếng Anh trong môi trường đại học hoặc cao học. Trong khi làm bài thí sinh có thể ghi chú.
1. Đọc: Có hai hình thức là dài (long form) và ngắn (short form).
Ở dạng dài, thí sinh sẽ trả lời câu hỏi về 4 bài đọc trích từ các sách giáo trình của trường đại học hoặc cao đẳng ở Bắc Mỹ. Ở dạng ngắn, thí sinh phải trả lời câu hỏi về 3 bài đọc cũng có độ dài từ 700-750 từ nhưng với thời gian ngắn hơn là 60 phút (so với 80 phút của dạng dài). Trong 4 bài đọc của dạng dài thì sẽ có 1 bài không được chấm điểm (Thí sinh sẽ không biết là bài nào trong 4 bài). Thí sinh có thể quay lại thay đổi đáp án của câu hỏi trước đó.
2. Nghe: Khoảng 34-50 câu hỏi, kéo dài từ 60-90 phút.
Phần nghe bao gồm 6 đoạn, mỗi đoạn kéo dài 3-5 phút và kèm theo câu hỏi về đoạn văn. Trong đó có 2 đoạn đối thoại của sinh viên và 4 đoạn thảo luận hoặc bài giảng về học thuật và chỉ nghe một lần. Mỗi cuộc hội thoại được có 5 câu hỏi và mỗi bài giảng có 6 câu hỏi. Các câu hỏi với mục đích đánh giá khả năng hiểu ý chính, thông tin chi tiết quan trọng, mục đích và thái độ của người nói. Thí sinh không thể thay đổi câu trả lời của câu hỏi trước đó.
Nội dung các bài nghe lấy trong bối cảnh của một trường đại học hay cao đẳng ở một nước nói tiếng Anh.
3. Nói: Gồm 6 bài nói.
2 bài đầu là hình thức bài nói riêng (Independent Task) về một đề tài quen thuộc trong xã hội và sinh hoạt hằng ngày. Thí sinh sẽ được đánh giá về khả năng nói chuyện tự nhiên và cách thức truyền đạt ý tưởng. Bài nói số 1 sẽ yêu cầu thí sinh nói về một chủ đề được cho trước, ví dụ như là "Ai là người có ảnh hưởng nhất với bạn?"; bài nói số 2 sẽ yêu cầu thi sinh lựa chọn giữa 2 quan điểm hoặc ý kiến, hoặc thể hiện quan điểm của mình với một quan điểm được cho trước, ví dụ: "Bạn nghĩ việc kiểm tra học sinh bằng cách ra bài kiểm tra hay cho làm một bài luận sẽ tốt hơn?".Thí sinh có 45 giây để nói và 15 giây để chuẩn bị.
4 bài nói tiếp theo là bài nói tích hợp (Integrated Task). Bài nói số 3 và số 4 thí sinh sẽ được đọc 1 bài đọc ngắn, sau đó sẽ được nghe 1 đoạn hội thoại (số 3) hoặc 1 bài giảng (số 4), cuối cùng sẽ phải trả lời dựa trên nội dung cả hai phần.
Ở bài nói số 5 và số 6 thí sinh sẽ được nghe một đoạn hội thoại (số 5) hoặc 1 bài giảng (số 6), sau đó thí sinh sẽ phải đưa ra câu trả lời từ đoạn nghe. Thí sinh phải nghe một đoạn hội thoại hay một bài thuyết giảng và sau đó trả lời dựa theo câu hỏi đưa ra có liên quan đến đoạn hội thoại hay bài thuyết giảng. Bài nói số 3 và số 5 sẽ liên quan đến các chủ đề học đường (campus life), còn bài nói số 4 và số 6 sẽ liên quan đến chủ đề học thuật (trên lớp học), đây cũng là 2 bài nói được đánh giá khó nhất trong phần nói TOEFL đối với thí sinh Việt Nam.
Thí sinh sẽ được đánh giá về khả năng tổng hợp và truyền đạt thông tin từ các tài liệu. Ở phần này, thí sinh có 60 giây để nói và 30 giây để chuẩn bị.
4. Viết: Gồm 2 bài viết.
Bài thứ nhất là dạng Integrated Task. Thí sinh phải đọc một đoạn văn sau đó nghe một bài thuyết giảng rồi tóm tắt lại và nêu mối quan hệ giữa đoạn văn và bài thuyết giảng. Bài viết phải tối thiểu từ 150-225 từ. Thí sinh có 20 phút để viết.
Bài thứ hai là dạng Independant Task về một đề tài trong xã hội. Bài viết phải tối thiểu từ 300-350 từ. Thí sinh có 30 phút để viết.

### TOEFL trên máy tính (CBT)
TOEFL trên máy tính (CBT) được tổ chức đầu tiên vào ngày 30 tháng 9 năm 2006. Bài thi cũng được chia ra làm 4 phần: nghe, cấu trúc ngữ pháp, đọc hiểu và viết. Trong lúc làm bài thí sinh không được phép ghi chú. Tổng lượng thời gian làm bài tối đa là 4 tiếng và mức điểm tối đa đạt được của thí sinh là 300.
1. Phần nghe (45-70 phút).
gồm 2 dạng: thí sinh sẽ nghe những đoạn đối thoại giữa 2 hoặc nhiều người trong lớp học hoặc trong trường đại học; hoặc những mẫu đối thoại giữa sinh viên với giảng viên. Các câu hỏi thường là dạng: ai, chủ đề của câu chuyện và ở đâu.
2. Phần ngữ pháp (15-20 phút).
thường là dạng nhận định chỗ sai trong câu và điền từ thích hợp vào chỗ trống.
3. Phần đọc hiểu (70-90 phút).
Thí sinh sẽ đọc đoạn văn và trả lời các câu hỏi liên quan, thường là các dạng như: chủ đề của đoạn văn, các câu hỏi liên quan đến tác giả, các ý kiến được suy ra từ nội dung của đoạn văn...
4. Phần viết bài luận (30 phút).
Viết một bài luận về một chủ đề thông thường và nêu ra quan điểm chủ quan của thí sinh về chủ đề đó.

Bài thi TOEFL trên máy tính (CBT) được lập trình để chỉ cung cấp cho thí sinh những câu hỏi có độ khó phù hợp với năng lực ngôn ngữ của thí sinh, căn cứ vào kết quả những câu trả lời đầu tiên, và tất nhiên mức điểm của thí sinh nhận được cũng sẽ ở mức tương ứng. Xét về tính chất tùy biến thì dạng thi này gọi là CAT (Computer Adaptive Test: bài thi tương tác hoặc tùy biến qua máy tính).
Điểm số sẽ được chấm thành 3 phần theo thang điểm 0-30: nghe, đọc hiểu-ngữ pháp (gộp chung) và viết. 3 phần điểm sau đó được qui đổi thành điểm cuối cùng với thang điểm từ 0-300. Điểm viết sẽ được cho biết riêng theo thang điểm 0-6.

### TOEFL trên giấy (PBT)
Đây là dạng thi TOEFL truyền thống mà thí sinh dùng bút chì để làm bài thi trên giấy. Dạng này hầu như đã không còn được sử dụng trừ những khu vực không có điều kiện để thi iBT hoặc CBT. Tổng thời lượng làm bài khoảng 3 tiếng. Cấu trúc bài thi PBT cũng tương tự như bài thi CBT chỉ có số câu hỏi nhiều hơn và thang điểm rộng hơn. Thang điểm tổng kết của TOEFL PBT từ 310 tới tối đa là 677 và được qui đổi từ 3 cột điểm: nghe (31-68), ngữ pháp (31-68) và đọc (31-67). Khác với CBT, điểm phần viết (TWE - Test of Written English) không được tính vào điểm tổng kết mà được cho riêng biệt với thang điểm từ 0-6.

## Thang điểm TOEFL iBT
- Thang điểm cho một bài thi TOEFL iBT là 0 - 120 điểm.
- Mỗi phần: Nghe, Nói, Đọc, Viết có thang điểm từ 0 - 30 điểm. Tổng điểm của cả bốn phần sẽ là điểm của bài thi.
- Đầu tiên, phần Nói sẽ có thang điểm 0 - 4 điểm, phần Viết có thang điểm 0 - 5 điểm. Sau đó sẽ được chuyển qua thang điểm 0 - 30 điểm để tính tổng điểm cho bài thi.